# Musikum (Festival)
Das Musikum ist ein seit 1984 jährlich stattfindendes zweitägiges Livemusik-Festival, bei dem Bands aus Braunschweig und Umgebung auftreten. Der Eintritt ist frei. Veranstalter sind seit Beginn Studentinnen und Studenten der TU Braunschweig und der FH Wolfenbüttel, die das Studentenwohnheim „An der Schunter“ im Stadtteil Schuntersiedlung bewohnen. Sie haben sich dafür im „Schuntille e. V.“ organisiert. Veranstaltungsort ist das Gelände des Wohnheims, auf dem mehreren Bühnen (darunter eine Außenbühne) errichtet werden.

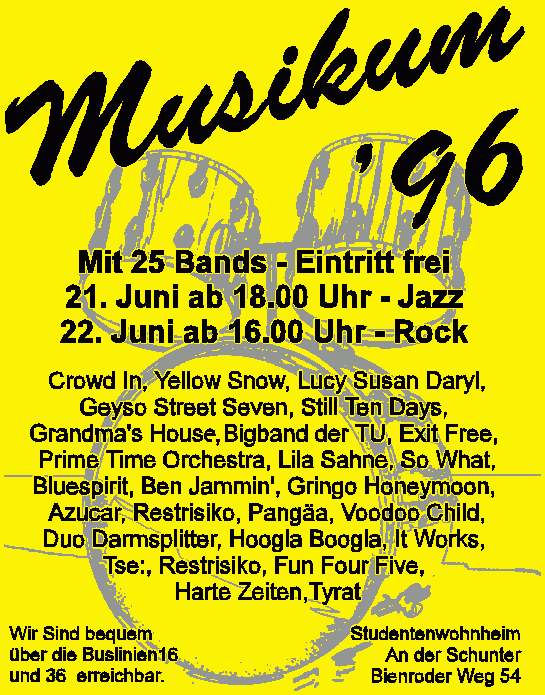
Poster des Musikums 1996

## Geschichte
Das Musikum hat seine Wurzeln im Jazz-Festival „Jam Session“, das 1980 ins Leben gerufen wurde. Dieses erste Festival dauerte einen Tag und gab bis dato unbekannten Bands die Gelegenheit, vor Publikum zu spielen. Nachdem ein Tag für Rockmusik dazu gekommen war, wurde es in „Musikum“ umgetauft. Dieser Name wird heute noch verwendet.
In ihrer Anfangszeit ist die Countryband The Twang häufiger (1998–2003) beim Musikum aufgetreten.